# هنسل فلپس
هنسل فلپس (انگلیسی: Hensel Phelps) شرکت ساخت‌وساز آمریکایی است، که در سال ۱۹۳۷ تأسیس شد.